# Ащытастысор
Ащытастысор — замкнутое солёное озеро в Жангельдинском районе Костанайской области. Расположено в междуречье Торгая и Жыланшыка на высоте 140 м над уровнем море. Площадь — 48,9 км². Длина — 13,3 км, ширина — 5,8 км. Размеры колеблются в разные по условиям увлажнения годы. Берега равнинные. Замерзает с ноября по март.